# Rubén Morán
Rubén Morán (Montevideo, 6 de agosto de 1930-Montevideo, 3 de enero de 1978) fue un futbolista uruguayo que se desempeñaba como delantero. Fue campeón del mundo en 1950.

## Biografía
Su familia provenía de Gijón, Asturias (España). Vivió la mayor parte de su vida en el barrio Cerrito de la Victoria, se retiró del fútbol profesional en 1954 a los 23 años luego de un breve paso por Defensor Sporting, siguió practicando el deporte de forma amateur en el futbol del interior, jugó en Huracán de Rivera y Helvético de Colonia. Tras dejar el futbol su pasado como campeón mundial le permitió conseguir un empleo público en la Dirección de Subsistencias. Murió a los 47 años tras un accidente laboral.

## Selección nacional
Fue internacional con la selección uruguaya en 5 ocasiones y convirtió un gol. Hizo su debut el 7 de abril de 1950 en un amistoso contra Chile en Santiago. El partido terminó en victoria uruguaya por 5-1, y Morán marcó el quinto gol de Uruguay. Fue el jugador más joven del plantel uruguayo que ganó la Copa Mundial de 1950, y jugó solo un partido en el torneo, el partido decisivo ante Brasil que Uruguay ganó por 2-1, más conocido como Maracanazo.

### Participaciones en Copas del Mundo
| Mundial                        | Sede   | Resultado | Partidos | Goles |
| ------------------------------ | ------ | --------- | -------- | ----- |
| Copa Mundial de Fútbol de 1950 | Brasil | Campeón   | 1        | 0     |

### Participaciones en Copas América
| Copa                         | Sede | Resultado    |
| ---------------------------- | ---- | ------------ |
| Campeonato Sudamericano 1953 | Perú | Tercer lugar |

## Clubes
| Club              | País    | Año       |
| ----------------- | ------- | --------- |
| Cerro             | Uruguay | 1949-1953 |
| Defensor Sporting | Uruguay | 1954      |

## Palmarés

### Copas internacionales
| Título                 | Selección | Sede   | Año  |
| ---------------------- | --------- | ------ | ---- |
| Copa Mundial de Fútbol | Uruguay   | Brasil | 1950 |